# Ułożenie płodu
Ułożenie płodu – (łac. presentatio) termin z zakresu ginekologii i położnictwa oznaczający orientację części płodu względem siebie. Wyróżnia się:
- ułożenie dowolne – na płód nie działają siły wydalające
- przymusowe – w momencie przyparcia do wchodu części przodującej

Gdy częścią przodującą jest główka, wyróżnia się: 
- ułożenie przygięciowe, w którym główka płodu jest przygięta do klatki piersiowej
- ułożenie odgięciowe, kiedy główka odgina się od klatki piersiowej płodu.

Prawidłowe, podczas porodu, jest ułożenie przygięciowe. Najprostszą metodą oceny ułożenia płodu jest lokalizacja szwów czaszkowych oraz ciemiączek podczas badania wewnętrznego.
Gdy płód znajduje się w położeniu miednicowym, wyróżnia się ułożenie miednicowe zupełne i pośladkowe oraz stópkowe i kolankowe.